# Болобново
Болобно́во — деревня в городском округе Коломна Московской области России.
С 2015 до 2020 года входила в городской округ Озёры. До 2015 года относилась к сельскому поселению Клишинское, до муниципальной реформы 2006 года — деревня Сенницкого сельского округа. Население — 17 чел. (2021).

## Население
| 1859 | 1905 | 2002 | 2006 | 2010 | 2015 | 2021 |
| ---- | ---- | ---- | ---- | ---- | ---- | ---- |
| 225  | ↗454 | ↘30  | ↘23  | ↘22  | ↗29  | ↘17  |

## География
Расположена в восточной части бывшего Озёрского района, на левом берегу впадающей в Осётр речки Сенницы (бассейн Оки), примерно в 14 км к востоку от центра города Озёры. В деревне одна улица — Первомайская. Ближайшие населённые пункты — деревня Кудрино и село Сенницы-2.

## Исторические сведения
В «Списке населённых мест» 1862 года Болобоново — владельческая деревня 1-го стана Зарайского уезда Рязанской губернии между Каширской дорогой и рекой Осётр, в 15 верстах от уездного города, при речке Синичке, с 6 дворами и 225 жителями (113 мужчин, 112 женщин).
По данным 1905 года входила в состав Сенницкой волости Зарайского уезда, проживало 454 жителя (218 мужчин, 236 женщин), насчитывалось 60 дворов. Местное население занималось ручной выработкой нанки и сарпинки.
С 1929 года — населённый пункт в составе Озёрского района Коломенского округа Московской области. С 1930-го, в связи с упразднением округа, — в составе Озёрского района Московской области.